# RK Zagreb
El RK Croatia Osiguranje-Zagreb és un club d'handbol de la capital de Croàcia, Zagreb. Actualment competeix des del 1990 a la 1a Divisió de la Lliga croata d'handbol, si bé històricament ha estat el club més important d'aquest esport a l'antiga Iugoslàvia abans de la independència croata.
El seu títol més important és la Copa d'Europa d'handbol, la qual ha guanyat en dos ocasions consecutives els anys 1992 i 1993, si bé perdé 3 finals consecutives contra el FC Barcelona entre 1997 i 1999.

## Palmarès
- 2 Copa d'Europa: 1992 i 1993.
- 6 Lligues iugoslàves: 1957, 1962, 1963, 1965, 1989 i 1991.
- 19 Lligues croates: 1991, 1992, 1993, 1994, 1995, 1996, 1997, 1998, 1999, 2000, 2001, 2002, 2003, 2004, 2005, 2006, 2007, 2008 i 2009.
- 1 Copa de Iugoslàvia: 1962.
- 17 Copes de Croàcia: 1991, 1992, 1993, 1994, 1995, 1996, 1997, 1998, 1999, 2000, 2003, 2004, 2005, 2006, 2007, 2008 i 2009.